# General Wade’s Bridge
Die General Wade’s Bridge ist eine Straßenbrücke in der schottischen Ortschaft Aberfeldy in der Council Area Perth and Kinross. 1971 wurde die Brücke in die schottischen Denkmallisten in der höchsten Denkmalkategorie A aufgenommen.

## Geschichte
Im frühen 18. Jahrhundert leitete General Wade den Bau von Militärstraßen in Schottland. Hierbei entstanden über 400 Straßenkilometer und 40 Brücken. Zu den bekanntesten zählt die General Wade’s Bridge. Sie wurde im Jahre 1733 nach einem Entwurf des schottischen Architekten William Adam errichtet. Der Bau wurde im April 1733 aufgenommen und nahm effektiv neun Monate in Anspruch. Während des Winters wurde er jedoch unterbrochen. Die Gesamtkosten beliefen sich auf 4095 £.

## Beschreibung
Der Mauerwerksviadukt überspannt den River Tay am Nordrand von Aberfeldy. Er führt die B846 mit fünf ausgemauerten Segmentbögen über den Fluss, von denen der Zentrale Bogen eine lichte Weite von 18,3 m aufweist, die flankierenden von 10,7 m und die äußeren von 9,1 m. Das Mauerwerk besteht aus Bruchstein. Von den hohen Brüstungen in der Brückenmitte ragen gepaarte Obelisken auf. Ursprünglich ragte die Brüstung zwei Meter über die Fahrbahn, was auch Thomas Telford bei einer Besichtigung monierte. Zwischenzeitlich wurde die Fahrbahn erhöht, wodurch sich auch die Steigung zur Brückenmitte hin verringerte. Es wird angenommen, dass das zum Bau genutzte Lehrgerüst des zentralen Bogens zu früh entfernt wurde, da der Bogen gedrückt und die Fahrbahn abgesackt ist.